# مقاطعة خوي
مقاطعة خوي (بالفارسية: شهرستان خوی) هي إحدى مقاطعات محافظة أذربيجان الغربية في إيران. كان عدد سكان المقاطعة سنة 2006 حوالي 323,348 نسمة.